# Liste der Baudenkmäler in Großweil

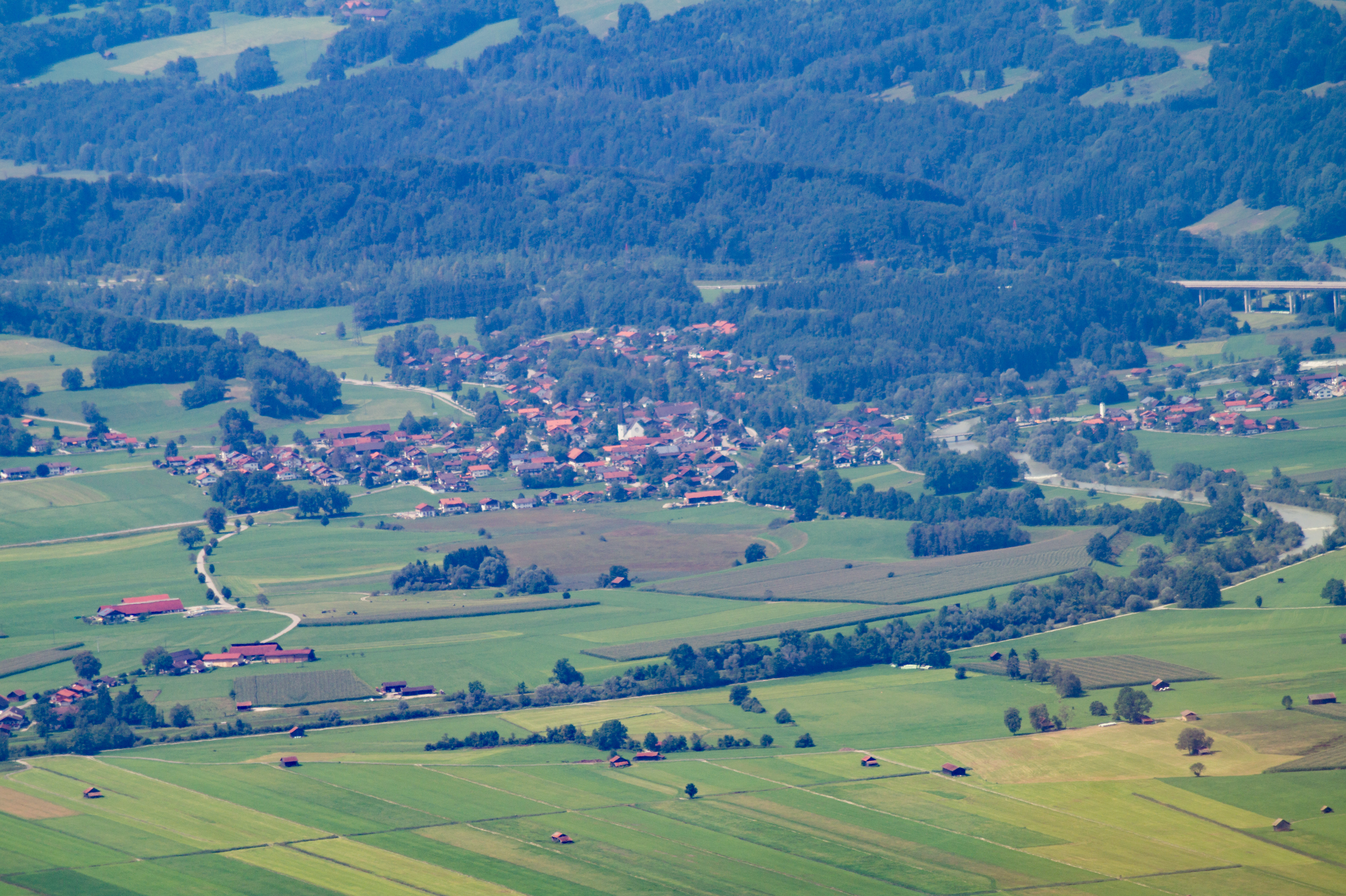
Blick auf Großweil

Auf dieser Seite sind die Baudenkmäler in der oberbayerischen Gemeinde Großweil zusammengestellt. Diese Tabelle ist eine Teilliste der Liste der Baudenkmäler in Bayern. Grundlage ist die Bayerische Denkmalliste, die auf Basis des Bayerischen Denkmalschutzgesetzes vom 1. Oktober 1973 erstmals erstellt wurde und seither durch das Bayerische Landesamt für Denkmalpflege geführt wird. Die folgenden Angaben ersetzen nicht die rechtsverbindliche Auskunft der Denkmalschutzbehörde.

## Baudenkmäler nach Ortsteilen

### Großweil
| Lage                               | Objekt                             | Beschreibung | Akten-Nr.              | Bild                  |
| ---------------------------------- | ---------------------------------- | --- | ---------------------- | --------------------- |
| Alte Murnauer Straße 20 (Standort) | Torbogen aus Beton                 | Baldachinartiger Schutzbogen mit Satteldach, 1917/18, zum Schutz über die Straße vor der Materialseilbahn des ehemaligen Braunkohlebergwerks.                                                                                      | D-1-80-119-42          | weitere Bilder        |
| Alter Kirchenweg 3 (Standort)      | Katholische Filialkirche St. Georg | Barockisierter Saalbau mit Westturm, im Kern spätgotisch, 18. Jahrhundert umgestaltet, Turm und Verlängerung 1835; mit Ausstattung; ehemalige Friedhofsmauer, Stützmauer aus Tuffsteinquadern und Bruchstein, spätmittelalterlich. | D-1-80-119-1 Wikidata  | weitere Bilder        |
| Alter Kirchenweg 4 (Standort)      | Bauernhaus                         | Zweigeschossiger Satteldachbau mit beidseitigem Traufbundwerk, 2. Hälfte 18. Jahrhundert. | D-1-80-119-7           | Bauernhaus            |
| Alter Kirchenweg 6 (Standort)      | Einfirsthof                        | zweigeschossiger Flachsatteldachbau mit Kniestock, Wohnteil in Blockbauweise, im Kern 2. Hälfte 18. Jahrhundert, Dachaufsteilung 2. Hälfte 19. Jahrhundert                                                                         | D-1-80-119-47          | BW                    |
| Alter Kirchenweg 12 (Standort)     | Bauernhaus                         | Zweigeschossiger Flachsatteldachbau mit Laube und Zierbund, 2. Hälfte 18. Jahrhundert. | D-1-80-119-3 Wikidata  | weitere Bilder        |
| Alter Kirchenweg 12 (Standort)     | Kruzifix                           | Monumentaler gefasster Holzkorpus, wohl Renaissance. | D-1-80-119-3 zugehörig | Kruzifix              |
| Mühlstraße 4 (Standort)            | Ehemaliges Bauernhaus              | Zweigeschossiger Flachsatteldachbau mit Laube, Zier- und Vorbund, um 1780. | D-1-80-119-2           | weitere Bilder        |
| Rötelsteinweg 3 (Standort)         | Bauernhaus                         | Zweigeschossiger verputzter Blockbau mit Flachsatteldach, traufseitiger Laube und einfachem Zierbund, 2. Hälfte 18. Jahrhundert.                                                                                                   | D-1-80-119-6           | Bauernhaus            |
| Schreinerweg 1 (Standort)          | Ehemaliges Bauernhaus              | Zweigeschossiger Preisdachbau mit verbrettertem Giebel, Kern 18. Jahrhundert. | D-1-80-119-4           | Ehemaliges Bauernhaus |

Freilichtmuseum Glentleiten:
| Lage                | Objekt                                                 | Beschreibung | Akten-Nr.     | Bild                        |
| ------------------- | ------------------------------------------------------ | --- | ------------- | --------------------------- |
| Nr. 18 (Standort)   | Ehemaliges Bauernhaus Mesnerhof                        | Flachsatteldachbau mit Blockbau-Obergeschoss, umlaufender Laube und Bundwerk am Wirtschaftsteil, 2. Hälfte 18. Jahrhundert, Wohnteil aus Siegertsbrunn/Gemeinde Höhenkirchen-Siegertsbrunn/Landkreis München, Bundwerk aus Oberfischbach/Gemeinde Wackersberg/Landkreis Bad Tölz-Wolfratshausen. | D-1-80-119-8  | weitere Bilder              |
| Nr. T 1 (Standort)  | Ehemaliger Getreidekasten Fischerhütte                 | Seit um 1900 Fischerhütte, erdgeschossiger Blockbau mit weitvorkragendem Flachsatteldach, wohl 2. Hälfte 17. Jahrhundert, aus Kochel/Landkreis Bad Tölz-Wolfratshausen. | D-1-80-119-9  | weitere Bilder              |
| Nr. T 7 (Standort)  | Kleinbauernhaus „beim Maurer“                          | Flachsatteldachbau mit Blockbau-Obergeschoss, zweiseitig umlaufender teilverschalter Laube, verschaltem Kniestock und teilverschalter Hochlaube, wohl 1. Hälfte 18. Jahrhundert, aus Degerndorf, Gemeinde Münsing, Landkreis Bad Tölz-Wolfratshausen.                                            | D-1-80-119-10 | weitere Bilder              |
| Nr. 62 (Standort)   | Ehemaliges Bauernhaus Schieblhof                       | Flachsatteldachbau mit Blockbau-Obergeschoss, Gaststube und traufseitiger Laube, wohl 2. Hälfte 17. Jahrhundert, Wandmalereien im Inneren bezeichnet 1691. Aus Tyrlbrunn/Gemeinde Palling/Landkreis Traunstein.                                                                                  | D-1-80-119-11 | weitere Bilder              |
| Nr. 61 (Standort)   | Ehemaliges Bauernhaus Michlhof                         | Flachsatteldachbau mit Blockbau-Obergeschoss, Hochlaube und traufseitigem Bundwerk, 17./18. Jahrhundert, aus Tyrlaching/Landkreis Altötting. | D-1-80-119-12 | weitere Bilder              |
| Nr. 63 (Standort)   | Bundwerkstadel Jacklstadel                             | Eintenniger Bundwerkstadel in Ständerbauweise mit Flachsatteldach, massiver Nordwand und Blockbau-Kasten, bezeichnet 1788, Kasten 1. Hälfte 17. Jahrhundert, aus Steinhart, Gemeinde Pfaffing | D-1-80-119-13 | BundwerkstadelJacklstadel   |
| Nr. 16 (Standort)   | Ehemaliges Kleinbauernhaus Mirznhäusl                  | Flachsatteldachbau mit Blockbau-Obergeschoss, zweiseitig umlaufender Laube und verschaltem Giebelfeld, 2. Hälfte 17. Jahrhundert (wohl um 1677), aus Grünwald/Landkreis München. | D-1-80-119-14 | weitere Bilder              |
| Nr. 14 (Standort)   | Ehemaliges Weberhaus Deichlhäusl                       | Zweigeschossiger Blockbau mit Flachsatteldach, zweiseitig umlaufender Laube und verschalter Hochlaube, 17. Jahrhundert, aus Höfen/Gemeinde Wackersberg/Landkreis Bad Tölz-Wolfratshausen. | D-1-80-119-15 | weitere Bilder              |
| Nr. 13 (Standort)   | Ehemaliges Bauernhaus Hodererhof                       | Flachsatteldachbau mit Blockbau-Obergeschoss, dreiseitig umlaufender Laube, verschalter Hochlaube, Traufbundwerk und Hochtenne, bezeichnet 1775, aus Kochel/Landkreis Bad Tölz-Wolfratshausen.                                                                                                   | D-1-80-119-16 | weitere Bilder              |
| Nr. 13 a (Standort) | Getreidekasten                                         | Erdgeschossiger Doppelkasten in Blockbau, bezeichnet 1624; aus Prem/Landkreis Weilheim-Schongau. | D-1-80-119-17 | Getreidekasten              |
| Nr. 11 (Standort)   | Ehemaliges Bauernhaus Zehentmeierhof                   | Zweigeschossiger Blockbau mit Flachsatteldach, dreiseitig umlaufender Laube und verschalter Hochlaube, im Kern von 1637, Wirtschaftsteil neu gestaltet mit späterem Bundwerk, aus Sauerlach/Landkreis München.                                                                                   | D-1-80-119-18 | weitere Bilder              |
| Nr. 64 (Standort)   | Ehemaliges Bauernhaus Mörnerhof                        | Flachsatteldachbau mit Blockbau-Obergeschoss, traufseitiger Laube und Bundwerk am Heuboden, im Kern 2. Hälfte 16. Jahrhundert, aus Heretsham/Gem. Kienberg/Landkreis Traunstein. | D-1-80-119-19 | weitere Bilder              |
| Nr. 64 a (Standort) | Getreidekasten Mooser Kasten                           | Zweigeschossiger Blockbau, bezeichnet 1575, Überbau um 1900, aus Moosen, Stadt Tittmoning/Landkreis Traunstein. | D-1-80-119-20 | GetreidekastenMooser Kasten |
| Nr. 65 (Standort)   | Bundwerkstadel                                         | Eintenniger Bundwerkstadel in Ständerbauweise mit Flachsatteldach und Wagenremise, 1. Hälfte 19. Jahrhundert, aus Albaching, Gemeinde Pfaffing. | D-1-80-119-21 | Bundwerkstadel              |
| Nr. 51 b (Standort) | Zwiehofstadel Möserlehen                               | Blockbau aus Rundhölzern mit Flachsatteldach über massivem Erdgeschoss, Kern 18. Jahrhundert; vom Möslerlehen, Gemeinde Ramsau b.Berchtesgaden/Landkreis Berchtesgadener Land. | D-1-80-119-22 | ZwiehofstadelMöserlehen     |
| Nr. 21 (Standort)   | Ehemaliges Kleinbauern- und Handwerkerhaus Wagnerhäusl | Flachsatteldachbau mit Blockbau-Obergeschoss, traufseitiger Laube, Zierbund und Traufbundwerk, 2. Hälfte 18. Jahrhundert, aus Brandstätt/Gemeinde Edling/Landkreis Rosenheim. | D-1-80-119-23 | weitere Bilder              |
| Nr. S 1 (Standort)  | Holzkapelle                                            | Verbretterter Blockbau mit Satteldach und Dachreiter, angeblich 1844, aus Kirnberg/Gemeinde Böbing/Landkreis Weilheim-Schongau. | D-1-80-119-24 | weitere Bilder              |
| Nr. 12 (Standort)   | Ehemaliges Bauernhaus Müllerhof                        | Zweigeschossiger Blockbau mit Flachsatteldach, dreiseitig umlaufender Laube und verschalter Hochlaube, bezeichnet 1734, Wirtschaftsteil modern, aus Hofolding/Gemeinde Brunnthal/Landkreis München.                                                                                              | D-1-80-119-25 | weitere Bilder              |
| Nr. 18 a (Standort) | Getreidekasten                                         | Zweigeschossiger Blockbau unter Ständerbau mit Steilsatteldach, Laube und Remise, bezeichnet 1676, aus Portenläng/Gemeinde Brunnthal/Landkreis München. | D-1-80-119-26 | Getreidekasten              |

### Gröben
| Lage                | Objekt         | Beschreibung                                                | Akten-Nr.     | Bild           |
| ------------------- | -------------- | ----------------------------------------------------------- | ------------- | -------------- |
| Gröben 2 (Standort) | Getreidekasten | Obergeschossiger Blockbau, bezeichnet 1688, Überbau später. | D-1-80-119-28 | weitere Bilder |

### Kleinweil
| Lage                                       | Objekt                    | Beschreibung | Akten-Nr.              | Bild           |
| ------------------------------------------ | ------------------------- | --- | ---------------------- | -------------- |
| Kreuzweg, am Weg Kleinweil-Zell (Standort) | Kreuzweg                  | 14 Stationen mit gefassten Reliefs im späten Nazarenerstil, Ende 19. Jahrhundert, Gehäuse modern.               | D-1-80-119-41          | weitere Bilder |
| Loisachweg 5 (Standort)                    | Getreidekasten            | Erdgeschossiger Blockbau in Flachsatteldachüberbau, Anfang 17. Jahrhundert.                                     | D-1-80-119-33          | weitere Bilder |
| Sindelsdorfer Straße 5 (Standort)          | Bauernhaus                | Flachsatteldachbau mit Blockbau-Obergeschoss, zweiseitig umlaufender Laube und Zierbund, Mitte 18. Jahrhundert. | D-1-80-119-30          | Bauernhaus     |
| Sindelsdorfer Straße 15 (Standort)         | Forstamt                  | Zweigeschossiger Walmdachbau mit Putzgliederung, 1802.                                                          | D-1-80-119-31          | weitere Bilder |
| Sindelsdorfer Straße 20 (Standort)         | St. Korbinian             | Barocker Saalbau mit eingezogenem Chor und westlichem Zwiebelturm, 17./18. Jahrhundert; mit Ausstattung         | D-1-80-119-29 Wikidata | St. Korbinian  |
| Sindelsdorfer Straße 25 (Standort)         | Ehemaliger Getreidekasten | Verputzter Blockbau, 17. Jahrhundert.                                                                           | D-1-80-119-34          | weitere Bilder |

### Pölten
| Lage                | Objekt     | Beschreibung                                                | Akten-Nr.     | Bild       |
| ------------------- | ---------- | ----------------------------------------------------------- | ------------- | ---------- |
| Pölten 7 (Standort) | Hofkapelle | Kleiner Satteldachbau, 18./19. Jahrhundert; mit Ausstattung | D-1-80-119-36 | Hofkapelle |

### Stern
| Lage               | Objekt     | Beschreibung                                                       | Akten-Nr.              | Bild           |
| ------------------ | ---------- | ------------------------------------------------------------------ | ---------------------- | -------------- |
| Stern 2 (Standort) | Wegkapelle | Satteldachbau mit Putzgliederung, bezeichnet 1909; mit Ausstattung | D-1-80-119-37 Wikidata | weitere Bilder |
| Anger (Standort)   | Sühnekreuz | kleines Steinkreuz auf Sockel, 17./18. Jahrhundert.                | D-1-80-119-44          | Sühnekreuz     |

### Zell
| Lage                     | Objekt                              | Beschreibung                                                                                                | Akten-Nr.              | Bild           |
| ------------------------ | ----------------------------------- | --- | ---------------------- | -------------- |
| Dorfstraße 20 (Standort) | Katholische Filialkirche St. Martin | Spätgotischer Saalbau mit eingezogenem Chor und südöstlichem Sattelturm, barock verlängert; mit Ausstattung | D-1-80-119-38 Wikidata | weitere Bilder |

## Ehemalige Baudenkmäler
In diesem Abschnitt sind Objekte aufgeführt, die früher einmal in der Denkmalliste eingetragen waren, jetzt aber nicht mehr. Objekte, die in anderem Zusammenhang also z. B. als Teil eines Baudenkmals weiter eingetragen sind, sollen hier nicht aufgeführt werden. Aktennummern in diesem Abschnitt sind ehemalige, jetzt nicht mehr gültige Aktennummern.

| Lage                                         | Objekt                                        | Beschreibung | Akten-Nr.             | Bild |
| -------------------------------------------- | --------------------------------------------- | --- | --------------------- | ---- |
| Großweil Schreinerweg 6 (Standort)           | Bauernhaus                                    | Mit verschaltem Giebel und aufgesatteltem Dach, Kern 18. Jahrhundert; ehemaliges Kleinbauernhaus (Südteil), Obergeschoss verputzter Blockbau, Kern 2. Hälfte 17. Jahrhundert. | D-1-80-119-5 Wikidata | BW   |
| Großweil Bei der Autobahnausfahrt ()         | Gemarkungsstein                               | alt; bezeichnet LW 1654 und CS 1654 |                       |      |
| Kleinweil Schmiedgasse 6 (Standort)          | Wirtschaftsteil eines ehemaligen Bauernhauses | Mit Flachsatteldach und Bundwerk, 1790. | D-1-80-119-35         | BW   |
| Kleinweil Sindelsdorfer Straße 17 (Standort) | Ehemaliges Wohnhäusl                          | zum Teil mit Blockwänden, Kern 17./18. Jahrhundert. | D-1-80-119-32         | BW   |
| Zell Dorfstraße 4 (Standort)                 | Bundwerk                                      | Traufbundwerk, 2. Hälfte 18. Jahrhundert. | D-1-80-119-39         | BW   |
| Zell Kreuzweg 8 (Standort)                   | Bundwerk                                      | Traufbundwerk, 2. Hälfte 18. Jahrhundert. | D-1-80-119-40         | BW   |